# Ángel Aranda
Ángel Aranda, talvolta accreditato come Angelo Aranda o Angel Miranda (Jaén, 18 settembre 1934 – Malaga, 20 aprile 2024), è stato un attore spagnolo che fu attivo anche nel cinema italiano, particolarmente negli anni sessanta e nei settanta.

## Biografia
Nativo dell'Andalusia, apparve in una cinquantina di film del cosiddetto cinema di genere (film di serie B, spaghetti western, peplum, poliziottesco, film di fantascienza, ecc.) e nel 1961 fece parte del cast del film Il colosso di Rodi, diretto da Sergio Leone. Con il regista Sergio Corbucci lavorò nel film I crudeli (1967).
Oltre che in produzioni minori, fu interprete in pellicole di un certo valore appartenenti al filone della commedia all'italiana come La bella di Lodi (1963), diretto da Mario Missiroli, tratto dal romanzo omonimo di Alberto Arbasino. In questo film interpretò il ruolo del co-protagonista, un giovane meccanico del soccorso stradale sedotto da una facoltosa e avvenente imprenditrice della borghesia lombarda, interpretata da una giovanissima Stefania Sandrelli.
Morì a Malaga il 20 aprile 2024, all'età di 89 anni.

## Filmografia parziale

Ángel Aranda con Stefania Sandrelli nel film La bella di Lodi (1963)

- Femmine tre volte, regia di Steno (1957)
- Susanna tutta panna, regia di Steno (1957)
- Marisa la civetta, regia di Mauro Bolognini (1957)
- Gli ultimi giorni di Pompei, regia di Mario Bonnard e Sergio Leone (1959)
- Goliath contro i giganti, regia di Guido Malatesta (1961)
- il colosso di Rodi, regia di Sergio Leone (1961)
- Il giorno più corto, regia di Sergio Corbucci (1962)
- La bella di Lodi, regia di Mario Missiroli (1963)
- Le pistole non discutono, regia di Mario Caiano (1964)
- Terrore nello spazio, regia di Mario Bava (1965)
- I crudeli, regia di Sergio Corbucci (1967)
- Javier y los invasores del espacio, regia di Guillermo Ziener (1967)
- La legge della violenza (Tutti o nessuno), regia di Gianni Crea (1969)
- I corvi ti scaveranno la fossa, regia di Juan Bosch (1971)
- Storia di karatè, pugni e fagioli, regia di Tonino Ricci (1973)
- Il mio nome è Scopone e faccio sempre cappotto, regia di Juan Bosch (1975)
- Contro 4 bandiere, regia di Umberto Lenzi (1979)

## Doppiatori italiani
- Massimo Turci in Marisa la civetta, Gli ultimi giorni di Pompei, Il colosso di Rodi
- Renato Izzo in La bella di Lodi
- Natalino Libralesso in La legge della violenza (Tutti o nessuno)
- Pino Locchi in I corvi ti scaveranno la fossa
- Cesare Barbetti in Storia di karatè, pugni e fagioli
- Giancarlo Maestri in I crudeli